# Kenny Acheson
 Kenneth Henry Acheson  va ser un pilot de curses automobilístiques britànic que va arribar a disputar curses de Fórmula 1.
Va néixer el 27 de novembre del 1957 a Cookstown, Irlanda del Nord.

## A la F1
Kenny Acheson va debutar a la novena cursa de la temporada 1983 (la 34a temporada de la història) del campionat del món de la Fórmula 1, disputant el 22 de maig16 de juliol del 1983 el G.P. de Gran Bretanya al circuit de Silverstone.
Va participar en un total de deu curses puntuables pel campionat de la F1, disputades en dues temporades no consecutives (1983 i 1985), aconseguint una dotzena posició com millor classificació en una cursa i no assolí cap punt pel campionat del món de pilots.

## Resultats a la Fórmula 1
| Any  | Equip                     | Xassís    | Motor    | 1   | 2     | 3   | 4   | 5   | 6     | 7     | 8   | 9       | 10      | 11      | 12      | 13      | 14      | 15     | 16  | Posició | Punts |
| ---- | ------------------------- | --------- | -------- | --- | ----- | --- | --- | --- | ----- | ----- | --- | ------- | ------- | ------- | ------- | ------- | ------- | ------ | --- | ------- | ----- |
| 1983 | RAM Automotive Team March | March-RAM | Cosworth | BRA | E.USA | FRA | SMR | MON | BEL   | E.USA | CAN | GBR NVQ | ALE NVQ | AUT NVQ | HOL NVQ | ITA NVQ | EUR NVQ | SUD 12 |     | -       | 0     |
| 1985 | Skoal Bandit RAM F1 Team  | RAM       | Hart     | BRA | POR   | SMR | MON | CAN | E.USA | FRA   | GBR | ALE     | AUT Ret | HOL NVQ | ITA Ret | BEL     | EUR     | RSA    | AUS | -       | 0     |

### Resum
| Curses: | Victòries: | Pòdiums: | Poles: | Voltes ràpides: | Punts: |
| ------- | ---------- | -------- | ------ | --------------- | ------ |
| 10 (3)  | 0          | 0        | 0      | 0               | 0      |